# فريد السليم
فريد "محمد سليم" فريد السليم، هو مُؤرخ وعالِم تاريخ وسياسة وبروفيسور فلسطيني، وُلِدَ في مدينة طولكرم الفلسطينية، وهو مُختص في التاريخ العثماني وتاريخ الشرق الأوسط والعالم العربي والدراسات الدولية والدراسات الفلسطينية، وله مُؤلفات ودِراسات منشورة هي الأولى من نوعها لفلسطين العثمانية.

## نشأته وتحصيله العلمي
وُلِدَ فريد "محمد سليم" فريد السليم في مدينة طولكرم الفلسطينية ونشأ بها، وهو الابن الأكبر بين أخوته، وتلقى تعليمه في مدارس المدينة، وأنهى تعليمه الثانوي في مدرسة الفاضلية في المدينة عام 1983. التحق بجامعة بيرزيت والتي نال منها درجة البكالوريوس في "التاريخ والعلوم السياسية" عام 1991، وحصل على درجة الماجستير في "تاريخ العالم والشؤون العالمية" من جامعة ولاية تينيسي في الولايات المتحدة الأمريكية عام 1998، ونال درجة الدكتوراه في "تاريخ الشرق الأوسط والعالم" عام 2008 من جامعة أركنساس الأمريكية.

## حياته العملية
عمل أستاذًا مساعدًا للتاريخ والدراسات الدولية والشرق أوسطية في الولايات المتحدة الأمريكية في كُلٍ من جامعة ممفيس في ولاية تينيسي، وجامعة ولاية كانساس، وجامعة أركنساس في مدينة فايتفيل بولاية أركنساس.
وعمل منذ عام 2003 أستاذًا مشاركًا للتاريخ والدراسات الدولية والشرق أوسطية في قطر في جامعة قطر، كما عمل منذ عام 2018 أستاذًا مشاركًا لدراسات الشرق الأوسط والشؤون الدولية في الإمارات العربية في الجامعة الأمريكية بدبي ثم في جامعة كلباء في الشارقة.
أجرى أبحاثًا دولية مُكثفة في دراسات الشرق الأوسط ودراسات العالم، وألقى أكثر من أربعين ورقة بحثية في مؤتمراتٍ وجامعاتٍ دولية في أوروبا والشرق الأوسط وأمريكا الشمالية وجنوب شرق آسيا.
نشر أبحاثه ودراساته على نطاقٍ دولي واسع لمجموعة متنوعة من المواضيع، من أبرزها التاريخ الإسلامي، وسياسة الشرق الأوسط والخليج، ودور الولايات المتحدة في الشرق الأوسط، والفن والموسيقى الإسلامية، وفلسطين في أواخر فترة العثمانيين والانتداب البريطاني، والمسلمين في التاريخ الغربي.
السليم وهو خبير في معهد الشرق الأوسط في العاصمة الأمريكية واشنطن، وعضو مشارك في مؤسسة الدراسات الفلسطينية، وساهم في دراساته في كُلٍ من الإذاعة الوطنية الأمريكية العامة (NPR) وقناة الجزيرة الإنجليزية وإذاعة وتلفزيون صوت أمريكا وصحيفة نيو ستريتس تايمز الماليزية وصحيفة التينيسي الأمريكية [الإنجليزية].

## مؤلفاته
له مُؤلفات باللغة الإنجليزية وعشرات الأبحاث الأخرى باللغة الإنجليزية، ومن أبرز مؤلفاته:
- كتاب "Palestine and the Decline of the Ottoman Empire: Modernization and the Path to Palestinian Statehood" (فلسطين وتراجع الإمبراطورية العثمانية: التحديث والطريق إلى الدولة الفلسطينية)، عام 2015، من منشورات دار بلومزبري للنشر في لندن.[13][3]

- دراسة "Landed Property and Elite Conflict in Ottoman Tulkarm" (مُلكية الأراضي وصراع النخبة في طولكرم العثمانية)، عام 2011، وهو أول نشر تاريخي مُتكامل "لطولكرم العثمانية" والوحيد من نوعه.[14][15][16]

## جوائز وتكريمات
تكريمًا له، فقد نال فريد السليم زمالاتٍ في المملكة المتحدة والولايات المتحدة الأمريكية وتركيا والأردن ولبنان وفلسطين، منها:
- زمالة ومنحة فولبرايت (Fulbright).[3]
- زمالة بارك (PARK fellowship) [الإنجليزية].[3]
- زمالة أكور (ACOR fellowship).[3]
- درجة وصفة "خبير" في معهد الشرق الأوسط بواشنطن.[3]

## وصلات خارجية
- سيرة فريد السليم
- هل انتهى الاستعمار؟ - د.فريد السليم على يوتيوب
- فريد السليم على موقع المكتبة المفتوحة (الإنجليزية)